# نيل نيومان
نيل نيومان (بالإنجليزية: Nell Newman)‏ هي أحيائية وممثلة أمريكية، ولدت في 8 أبريل 1959 في الولايات المتحدة. من الجوائز التي نالتها Rachel Carson Award ‏ سنة 2014.

## جوائز
- Rachel Carson Award [الإنجليزية]‏ (2014)

## وصلات خارجية
- نيل نيومان على موقع IMDb (الإنجليزية)
- نيل نيومان على موقع ألو سيني (الفرنسية)
- نيل نيومان على موقع قاعدة بيانات الأفلام السويدية (السويدية)
- نيل نيومان على موقع قاعدة بيانات الفيلم (الإنجليزية)
- نيل نيومان على موقع كينوبويسك (الروسية)